# Descent (jeu vidéo)
Descent est un jeu de tir à la première personne développé par Parallax Software et publié par Interplay Entertainment Corp. en 1995. Le jeu se distingue par une liberté de mouvement dans six directions, et de nombreuses extensions. Il fut le premier FPS à être entièrement réalisé en 3D. Il a engendré deux suites : Descent II et Descent 3.

## Synopsis
Le jeu commence avec une rencontre entre un dirigeant chauve anonyme (dans les jeux plus tard nommé Dravis) de la Société des postes Minéraux Terrien (CTMP) et le joueur, un « Défenseur des matériaux » (nommé MD1032 dans les briefings, en utilisant également « Vertigo -1 ») embauché sur une base de mercenaires pour éliminer la menace d'un virus informatique alien infectant les robots utilisés pour les opérations minières hors-monde. Le jeu progresse à travers le système solaire, de la Lune à Mercure, puis sortant vers la lune de Pluton, Charon. Après avoir vaincu le chef des robots sur Charon, le Défenseur des matériaux est informé qu'il ne peut pas retourner au siège de la CTMP en orbite terrestre, car il y a une chance que son navire soit infecté par le même virus que les robots vaincus. Son employeur mentionne également que la CTMP a perdu contact avec leurs installations de l'espace en dehors du système solaire, faisant allusion à ce qui va se passer dans la suite.
La marque déposée pour Descent a été libérée par Interplay en 2002, puis déposée à nouveau en 2008.

## Objectif
Le jeu demande au joueur de naviguer tout en luttant contre les mines des labyrinthes infectées par le virus des robots. Le joueur doit remplir l'objectif évident de trouver et détruire le cœur du réacteur de chaque mine et de s'échapper avant que la mine soit détruite par l'effondrement. Pour obtenir un accès au réacteur, le joueur doit collecter les clés d'accès bleues, jaunes, et rouges pour chaque emplacement. Comme objectif en option, le joueur peut également choisir de sauver les travailleurs CTMP qui ont été pris en otage par les robots infectés.
Descent dispose d'un système de points complémentaires. Les joueurs peuvent marquer des points en détruisant les robots ennemis, en ramassant les bonus, et en détruisant le réacteur. Des points bonus sont attribués à la fin de chaque niveau. Ces points bonus sont basés sur le niveau du bouclier du joueur et son compteur d'énergie, le niveau de compétence joué, et le nombre d'otages sauvés.

## Mouvement et navigation
Descent exige que les joueurs gardent leur sens de l'orientation dans un environnement entièrement 3D avec un modèle de vol avec six degrés de liberté en gravité zéro. Les jeux traditionnels FPS exigent que le joueur ne contrôle que deux axes et leur cap. Descent et son mouvement unique de contrôle provoque chez certains joueurs de la cinétose, fréquemment évoquée dans les critiques du jeu.
Le joueur a le choix d'utiliser un clavier en natif, souris, joystick, ou les combinaisons de ces dispositifs. L'utilisation d'un deuxième périphérique d'entrée ou sans clavier fournit une plus grande quantité de contrôle due à des degrés de mouvement supplémentaires. Le jeu supporte également l'utilisation de deux joysticks configurés indépendamment.
Tout comme Doom, Descent offre une navigation qui affiche les zones de la mine déjà visitées ou vues par le joueur. En utilisant le contrôle glisser, cela permet au joueur d'accéder à des zones de la carte loin de leur emplacement actuel. L'utilisation de fils de fer dans la carte fait que les zones à des distances différentes semblent se mélanger. Cela a été corrigé dans Descent 3 avec l'utilisation de murs opaques et la luminosité que l'on trouve dans le jeu. De plus, le système de carte de Descent 3 permet au joueur la possibilité de déplacer le point de vue à travers les tunnels en mode carte.

## Niveaux
Descent dispose de 30 niveaux, dont trois niveaux secrets. Chaque niveau est dans une mine située à divers endroits dans le système solaire. Les trois premiers niveaux commencent sur la Lune, les deux suivants sur Vénus, et deux autres sur Mercure. Le septième niveau est le premier contre un robot plutôt que détruire un réacteur ; c'est le dernier niveau du shareware. Dans la version complète, le joueur se déplace sur les mines à travers plus de vingt lieux du plus proche au plus loin de la Terre : Mars, Io, Europa, Ganymède, Titan, Hypérion, Téthys, Miranda, Obéron, Triton, Néréide, Pluton, et le niveau final avec le chef à battre sur Charon.
Le joueur accède aux trois niveaux secrets en utilisant les portes de sortie alternatives cachées dans des niveaux spécifiques.

## Les power-ups
Les armes principales dans Descent utilisent de l'énergie, à l'exception du canon Vulcan, qui utilise des munitions traditionnelles. Le vaisseau du joueur a une capacité maximum d'énergie de 200 unités, l'énergie est reconstituée à partir d'énergie des power-ups flottant dans des mines ou éjectée par les ennemis détruits. L'énergie peut aussi être rechargée (pour un maximum de 100) aux « centres énergétiques », lieux de recharge permanents.
Comme l'énergie, le vaisseau à 200 unités bouclier au maximum ; à l'instar de l'énergie, les boucliers peuvent être restaurés par l'acquisition de power-ups. Si le joueur termine à un niveau de puissance de bouclier ou de puissance d'énergie inférieur à 100 unités, le vaisseau sera rechargé à 100 unités pour le niveau suivant.
Quand le vaisseau du joueur est détruit, tous les power-ups et les armes sont éparpillés aux alentours. Dans les jeux multijoueurs, des unités de bouclier et d'énergie sont également éjectées lors de l'explosion du vaisseau.

## Multijoueur
Descent a un mode de jeu multijoueurs jusqu'à 8 joueurs sur un réseau local et est présenté comme étant l'un des premiers jeux à permettre d'ouvrir des sessions à partir d'un menu dans le jeu ainsi que rejoindre à la volée des parties multijoueurs. Alors que dans de nombreux jeux similaires de l'époque, tels que Doom, il est obligatoire que tous les joueurs soient présents avant d'entamer la partie.
Avec l'avènement des clients IPX tels que Kali et Kahn, Descent et Descent II sont de plus en plus joués sur Internet. Descent II a été particulièrement populaire en ligne en raison de son utilisation de courts paquets et une taille de paquets variables, ce qui considérablement amélioré la qualité de jeu avec les lentes connexions très répandues à l'époque.
Depuis, Descent a ajouté le support de protocole UDP.

## Développement
Descent a été créé par les programmeurs Mike Kulas et Matt Toshlog. Il trouve ses origines en 1986 quand Toschlog a rejoint l'industrie chez Sublogic où il a rencontré Kulas pour la première fois. Ils travailleront ensemble sur différents titres de simulation comme Flight Simulator 2 ou Jet. Toschlog quittera la société en 1988 pour Looking Glass où il travaillera avec Ned Lerner pour créer Car and Driver. Kulas le rejoindra en 1990 pour créer des outils pour Car and Driver. À ce moment, les deux compères évoquent l'idée d'un simulateur de vol "indoor" qui utiliserait des polygones avec des calculs de lumière. Après avoir travaillé sur Ultima Underworld ils réalisent qu'ils pourraient ajouter des textures avec la lumière pour des effets spectaculaires. En avril 1993, ils terminent un plot de 2 pages décrivant ce que pourrait être Descent.
Descent a mis environ 21 mois à être terminé. Selon Kulas, le jeu a coûté autour de 450.000 dollars de budget. La campagne marketing fût de 1 million de dollars. Décidant que l'idée était trop bonne pour que quelqu'un d'autre la développe, Kulas et Toschlog quittent Looking Glass en juin 1993 pour fonder Parallax Software. Ils engagent Che-Yuan et John Slagel comme programmeurs avec Wang qui sera aussi concepteur de niveaux. Ils engaent Adam Pletcher comme artiste.
Ils commencent alors à contacter des éditeurs, dont Scott Miller d'Apogee Software, l'éditeur principal d'id Software qui, enthousiasmé par leur proposition, signe un contrat avec eux. Apogee investit dans Parallax et imposent une ligne directrice artistique. Au bout de 7 mois, le projet devenant trop coûteux à réaliser, Apogee met fin à son implication dans le projet. Sans éditeur, Parallax passe 3 mois à développer un prototype. Le projet devait s'appeler Miner à l'origine mais dans leurs lettres écrites aux éditeurs, ils présentaient le jeu sous le nom d'Inferno. Parmi ces lettres, trois ont reçu une réponse. L'une d'entre elles était celle d'Interplay qui a immédiatement signé avec la société.
Le producteur d'Interplay, Rusty Buchert, supervisera et guidera le développement du projet. Trois nouvelles personnes seront embauchées pour terminer le projet : Les concepteurs de niveaux Mark Dinse et Jasen Whiteside ainsi que le scénariste et modélisateur 3D Josh White.
Pendant la conception des niveaux, l'idée de simples tunnels connectés comme seule composante de l'architecture des niveaux s'est élargie pour inclure également les salles, les sorties, le système de clefs. Au fur et à mesure que les niveaux devenaient complexes et confus, les développeurs ont ajouté un automap (une carte 3D dont les informations s'ajoute au fur et à mesure de l'exploration) pour résoudre ce problème.
La conception des niveaux de Descent se fait à partir de cubes attachés les uns aux autres et que l'on déforme pour créer d'autres formes de couloirs. En effet, le moteur graphique utilise le portal-rendering pour utiliser un algorithme simple d'éviction des polygones cachés et un cube déformé reste toujours une forme convexe. Les portes et grilles sont placées à la jonction de deux cubes. Les robots du jeu seront en polygones mais il reste quelques sprites utilisés pour les explosions et certains bonus. Ce système était très efficace et a rendu possible le premier jeu vidéo entièrement texturé en mapping à perspective corrigée.
Un autre obstacle à surmonter était l'ajout du mode multi-joueurs en ligne. Parallax avait des difficultés à le mettre en place et était initialement réticent à le faire. Alors qu'ils apprenaient l'existence de Doome et la popularité de son mode multi-joueurs, Interplay envoya Rob Huebner pour aider Parallax à programmer le multi-joueurs. À la fin du projet, pour s'assurer que le jeu soit jouable sur toutes les configurations, une option de la complexité du détail fût ajoutée pour ajuster la puissance requise à faire tourner le jeu.

## Extensions

### Mission Builder Descent (1995)
Un éditeur de niveau pour Descent, créé par Bryan Aamot de Brainware et a été publié par Interplay Productions. Les utilisateurs peuvent créer leurs propres niveaux solo et multijoueur avec le programme et ensuite y jouer.

### Descent: les niveaux du monde (1995)
Un add-on populaire pour Descent, contenant toutes les entrées d'un concours de design niveau organisé par Interplay en 1995. Une vue spectateur est incluse, permettant au joueur d'avoir un aperçu de chaque carte, ainsi que celles qui ont reçu la distinction « Top 10 » ou une mention honorable.

### Descent: Anniversary Edition (1996)
Une offre groupée sortie à la date anniversaire du jeu original, l'édition anniversaire contient l'add-on les niveaux du monde, et plusieurs niveaux supplémentaires créés par Parallax.

### Descent 1 et 2The Definitive Collection(1997)
Ce coffret contient l'add-on les niveaux du monde, et plusieurs niveaux supplémentaires créés par Parallax. Il comprend également Descent II, Descent II : Vertigo, et l'éditeur Mission Descent 2. Il y a aussi un aperçu du prochain Descent 3.

### Descent sur PlayStation (1996)
Une version de Descent développée pour la PlayStation. Elle dispose de trente niveaux, avec cinq niveaux de l'anarchie nouvelle, la bande-son remixée de la version MacOS (avec Type O Negative et Nivek Ogre de Skinny Puppy), des cinématiques (utilisant le même moteur cinématographique que Descent II), et des effets d'éclairage 3D.

### Descent sur WiiWare
Interplay a annoncé qu'il y aura une version de Descent pour le WiiWare, en 2012. Mais elle fut annulée.